# Musaranya de l'Ussuri
La musaranya de l'Ussuri (Crocidura lasiura) és una espècie de musaranya del gènere Crocidura de distribució asiàtica (Corea del Nord, Corea del Sud, Rússia i la Xina). És comuna i estesa, i és una de les musaranyes més grosses que es troben a la regió, amb un pes adult de 14 a 25 g.